# Los Baldecitos
Los Baldecitos es una aldea del departamento Valle Fértil, ubicada al norte de dicho departamento, a 56 km en dirección noroeste, de Villa San Agustín, a 298 km de la ciudad capital, al extremo noreste de la Provincia de San Juan, Argentina. 

## Características
Es una localidad de muy escasa población donde prevalece el modo de vida rural. Las actividades productivas son la cría de ganado caprino y una agricultura de tipo tradicional con la implantación de cultivos estacionales que en situación habitual se destina al autoconsumo. Por cercanía y punto de tránsito para dirigirse a Ischigualasto, en la actualidad se agregan a dichas actividades la prestación de servicios turísticos en pequeña escala. 
Su principal vía de comunicación es la Ruta Nacional 150. Se encuentra a escasa distancia de la Ruta Provincial 510, hacia el oeste y la Ruta Nacional 76, hacia el este. La 150 es parte del proyectado corredor biocéanico, que atravesando la Argentina unirá los Puertos de Coquimbo en Chile y Porto Alegre en Brasil.
Su nombre deriva de la palabra "balde" que refiere al recipiente con el que se extraía manualmente el agua mediante la utilización de sogas y poleas de las perforaciones similares a aljibes, construidas para acceder a la vena de agua presente por debajo de la superficie.

## Servicios
Los servicios turísticos son mínimos, ya que Los Baldecitos solo cuenta con un hospedaje y un comedor.
Como parte de un recorrido paisajístico y cultural, la Capilla San José, el Pozo de Balde y la casa de Victorino Herrera se proponen como puntos de interés de arquitectura tradicional.
Victorino Herrera fue un poblador de la zona, que actuó como guía y baqueano del grupo de científicos que en 1959 realizó un estudio paleontológico en la zona de Ischigualasto. Fue quien encontró los primeros fósiles de Herrerasaurus y a quien fue dedicado el nombre genérico de esta especie de dinosaurios. 
A poca distancia de Los Baldecitos, se emplaza un pequeño cementerio, rodeado de una pirca de poca altura donde las sepulturas se ubican de modo irregular y se pueden apreciar muestras de construcción y simbolismo tradicional popular.

## Población
Cuenta con 52 habitantes (Indec, 2001), lo que representa un descenso del 31,6% frente a los 76 habitantes (Indec, 1991) del censo anterior.